# 高山 (宇航員)
高山（韓語：고산，1976年10月19日—），韓國的研究人員。三星綜合技術院所屬。

## 個人簡介
高山出生在韓國的釜山廣域市。他在年幼時，他的父親去世，他和他的姊妹，交由母親照顧。畢業後，他在首爾大學學習高中數學。2004年他在全國業餘愛好者拳擊冠軍大會獲得了銅牌。同年的2004年，他在中國的新疆維吾爾自治區登上了高7,546米的慕士塔格峰的山頂。
在2006年12月25日，公佈了他是韓國歷史上首次的宇宙太空人的兩個候選的中1個，而另一個侯選人是當時28歲的李素妍（女性）。2007年9月5日，南韓當局原先選
定由高山擔任宇航員，並由李素妍擔任候補，因為高山在俄羅斯的訓練中取得較好的成績。2007年9月5日，韓國科學技術部（當時的工作崗位名）宣佈高山當選了，是韓國歷史上首次的太空人。
於2012年，他獲得哈佛大學约翰·F·肯尼迪政府学院公共政策碩士學位。

## 撤換事件
在2008年3月10日，韓國教育科學技術部宣佈因為高山在俄羅斯的加加林宇航员培训中心內多次未經允許擅自將操作手冊帶出訓練基地，違反了俄韓間的訓練協議，因此將他更換。在俄羅斯載人航太史上，因違規被取消太空飛行資格尚屬首次。所以，高山的違規真相，成為俄羅斯媒體挖掘的重點，在媒體的“窮追猛打”之下，高山違規事件的詳情逐漸浮出水面。據培訓中心一名不願透露姓名的領導人向俄《消息報》披露，高山是作為宇航研究員到星城接受培訓的，但他本人在訓練過程中一直熱衷於了解一些與他本人的訓練計劃無關的材料，因此早在事發之前他就已經被同事們戲稱為“間諜”。
2007年9月，高山將訓練手冊混在個人物品裏，打包寄回國內。對此，培訓中心向高山提出了嚴重警告。然而，讓俄方忍無可忍的是，2008年2月，高山設法弄到了與訓練計劃毫不相干的聯盟號宇宙飛船駕駛手冊，並拿到訓練中心外進行複製，結果被安全人員當場抓住。“高山此舉並非出於好奇，他在保密協議上簽過字，知道什麼可以，什麼不可以”。高山私自複製飛船駕駛手冊的行為，引起培訓中心領導人的強烈不滿。
2008年3月7日，培訓中心就高山的所作所為向南韓教育科技部發出通報，並要求韓方撤換高山。據俄羅斯《報紙報》報道，培訓中心曾建議俄罗斯联邦航天局將高山驅逐出境，但考慮到此舉對兩國關係可能造成的影響，航天局並沒有採納培訓中心的建議。而高山將繼續留在加加林培訓中心，協助李素妍升空。